# ジョージ・B・クリッテンデン
ジョージ・ビッブ・クリッテンデン（英:George Bibb Crittenden、1812年3月20日-1880年11月27日）は、アメリカ陸軍の職業軍人であり、ブラック・ホーク戦争、テキサス共和国軍、米墨戦争に従軍し、南北戦争のときは南軍の将軍だった。

## 伝記
クリッテンデンはケンタッキー州ラッセルビルで、アメリカ合衆国上院議員ジョン・J・クリッテンデンの息子として生まれた。クリッテンデン家は軍人一家であり、弟にはトマス・レオニダス・クリッテンデン、従弟にはトマス・ターピン・クリッテンデンがいて、どちらも後に北軍の将軍になった。クリッテンデンは1832年に陸軍士官学校を卒業し、第4アメリカ歩兵連隊の少尉に任官された。1832年のブラック・ホーク戦争に参戦し、翌年に除隊した。その後トランシルバニア大学で学び弁護士になった。1842年にテキサスに移転し、テキサス共和国軍に入隊した。1843年のミーア遠征の時にメキシコ軍の捕虜となり、捕虜交換で釈放された。1846年にアメリカ陸軍に入りなおし、アメリカ騎馬ライフル隊（第3機甲騎兵連隊）と共に米墨戦争に従軍した。1847年のコントレラスの戦いとチュルブスコの戦いでの勇敢さで少佐に名誉昇進し、1848年に正規軍の少佐に恒久的昇進した。しかし、1848年8月19日、陸軍から一時解雇され、1849年3月に復職となった。最終的には1856年に正規軍の恒久的中佐にまで到達した。
南北戦争が始まる直前の1861年3月16日、クリッテンデンはまだ6月10日までアメリカ陸軍任務から除隊していなかったが、アメリカ連合国の大佐への任官を受けた。1861年8月15日には准将に昇進し、短期間バージニア州で南軍のポトマック軍旅団指揮官を務めた。1861年11月9日には少将に昇進し、東テネシー地区軍を指揮した。1862年1月18日、クリッテンデンとフェリックス・ゾリコッファー少将はミル・スプリングスの戦いで北軍のジョージ・ヘンリー・トーマス准将軍に敗北し、この戦争の南軍として初めての重大な敗北を記録した。このために南軍による東部ケンタッキー州の支配が崩れた。
クリッテンデンは1862年に短期間中央ケンタッキー軍第2師団を指揮したが、3月31日に解任された。クリッテンデンは翌日ウィリアム・J・ハーディ将軍の命令で、戦闘中の飲酒の廉で逮捕され、4月18日に回復された。ブラクストン・ブラッグ将軍は7月に査問会議を命じ、クリッテンデンは将官を辞めて10月に大佐に降格された。
南北戦争のその後、クリッテンデンはアレゲニー圏方面軍を指揮した。戦後の1867年から1871年はケンタッキー州立図書館司書を務めた。クリッテンデンはケンタッキー州ダンビルで死に、フランクフォートの州立墓地に埋葬されている。